# Erythrophyllopsis andina
Erythrophyllopsis andina là một loài rêu trong họ Pottiaceae. Loài này được (Sull.) R.H. Zander mô tả khoa học đầu tiên năm 1977.